# إبشير مصطفى باشا
إبشير مصطفى باشا (بالتركية: İbşir Mustafa Paşa)‏ كان الصدر الأعظم للدولة العثمانية في الفترة ما بين 28 أكتوبر 1654 حتى 11 مايو 1655. بمدينة إسطنبول.